# Gorges de Trigrad
Pour les articles homonymes, voir Trigrad (homonymie).

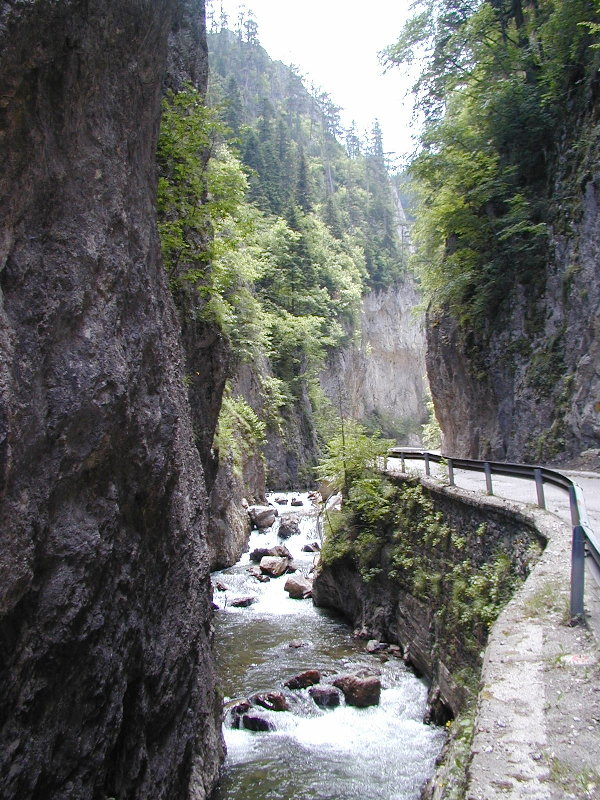
Les gorges de Trigrad

Les gorges de Trigrad (en bulgare : Триградско ждрело) sont un canyon taillé dans le marbre du massif des Rhodopes, dans le sud de la Bulgarie.
La rivière Trigrad s'écoule entre ses parois avant de plonger dans la gorge du Diable et d'en ressortir 530 mètres plus bas sous la forme d'une cascade. Elle se jette finalement dans la rivière Byunovska.
Les parois occidentale et orientale atteignent respectivement 300 mètres et 350 mètres de hauteur. La largeur entre les deux se réduit de 300 mètres à 100 mètres seulement en direction du nord. Les gorges se situent à 1,2 km du village de Trigrad à 1 450 mètres d'altitude et ont une longueur totale de 7 kilomètres avec une partie principale de 2 à 3 kilomètres.